# Suzan Ball
Suzan Ball (* 3. Februar 1934 in Jamestown, New York als Susan Ball; † 5. August 1955 in Beverly Hills, Los Angeles, Kalifornien) war eine amerikanische Schauspielerin.

## Leben
Ball lebte kurz in Miami, bevor sie mit ihrer Familie nach Buffalo (New York) zog, von wo aus sie nach Washington ging, um die Kenmore Junior High School zu besuchen. Später ging sie in Hollywood auf die North Hollywood High. Sie war die Präsidentin ihres Schulchors und sang in verschiedenen Schuloperetten. Eine Zeit lang war sie die Sängerin von Mel Baker’s Orchestra.
Als sie 1952 Schauspielerin wurde, änderte sie ihren Vornamen in Suzan. Sie wurde von der Schauspielerin Mary Castle entdeckt, die ihr zu einem Vorsprechen bei Universal Studios verhalf. Im Oktober 1951 wurde sie von Universal Studios unter Vertrag genommen. Ihre erste Hollywood-Rolle hatte sie 1952 als Haremssklavin in Aladdin and His Lamp.
In dem Film Gefangene des Dschungels verletzte sie sich das rechte Bein während einer Tanznummer. Im Jahr 1953, während der Dreharbeiten für den Film Verschwörung auf Fort Clark, entdeckten Ärzte in ihrem Bein einen Tumor. Im selben Jahr rutschte sie zu Hause auf verschüttetem Wasser aus und brach sich das Bein. Sie wurde ins Krankenhaus gebracht und operiert, um die Tumore zu entfernen. Die Operation war nicht erfolgreich und ihr wurde gesagt, dass die Amputation ihres rechten Beines notwendig sei. Im Dezember 1953 verlobte sie sich mit dem Schauspieler Richard Long, am 12. Januar 1954 wurde ihr Bein amputiert und sie trug fortan eine Prothese. Am 4. April 1954 heiratete sie Richard Long in Santa Barbara.
Im Mai 1955 begab sie sich auf eine Nightclub-Tour. Im Juli, während einer Szene in einer Folge der Fernsehreihe Climax! (1954–1958), kollabierte sie und wurde ins Krankenhaus eingeliefert. Die Ärzte fanden heraus, dass sich der Krebs bis in die Lunge ausgebreitet hatte. Am 5. August 1955 starb Suzan Ball im Alter von 21 Jahren nach 16-monatigem Kampf gegen die Krankheit an Krebs. Sie wurde auf dem Forest Lawn Cemetery begraben.
Ball war eine Cousine zweiten Grades der Schauspielerin Lucille Ball und Schwägerin von Marshall Thompson.

## Filmografie (Auswahl)
- 1952: Aladdin and His Lamp
- 1952: Sturmfahrt nach Alaska (The World in His Arms)
- 1952: Der Tag der Vergeltung (Untamed Frontier)
- 1952: Unter falscher Flagge (Yankee Buccaneer)
- 1953: Die Stadt unter dem Meer (City Beneath the Sea)
- 1953: Gefangene des Dschungels (East of Sumatra)
- 1953: Verschwörung auf Fort Clark (War Arrow)
- 1955: Der Speer der Rache (Chief Crazy Horse)